# CD++
CD++ est un logiciel destiné à la modélisation et la simulation à événements discrets basées sur le formalisme DEVS. Il peut fonctionner en mode autonome (un seul ordinateur), en mode serveur, en mode temps réel ou encore en mode parallèle sur un cluster Linux. CD++ s'utilise en ligne de commande. Toutefois, il existe une interface graphique nommée CD++Builder qui fonctionne comme un plugin pour Eclipse.